# Brycon unicolor
Brycon unicolor är en fiskart som beskrevs av Mosco Morales, 1988. Brycon unicolor ingår i släktet Brycon och familjen Characidae. Inga underarter finns listade.